# Earle Wilson
Earle Wilson (Richard Earle Wilson; * 4. Februar 1901 in Berkley, Virginia; † 23. Mai 1989 in Laguna Hills) war ein US-amerikanischer Dreispringer.
Bei den Olympischen Spielen 1924 in Paris wurde er Siebter mit 14,235 m.
1926 wurde er US-Vizemeister mit seiner persönlichen Bestleistung von 14,46 m.